# Siegbach
Siegbach település Németországban, Hessen tartományban. Lakosainak száma 2530 fő (2023. december 31.). Siegbach Bischoffen, Mittenaar, Herborn, Dillenburg és Eschenburg községekkel határos.

## Népesség
A település népességének változása:
| Lakosok száma | 2630 | 2572 | 2506 | 2518 | 2530 |
|               | 2017 | 2019 | 2021 | 2022 | 2023 |